# Das klagende Lied (Mahler)
Das klagende Lied ist eine Märchen-Kantate von Gustav Mahler (1860–1911) für Soli, Knabenchor, gemischten Chor, großes Orchester und Fernorchester. Der Text von Gustav Mahler basiert auf Ludwig Bechsteins Märchen Das klagende Lied, sowie auf dem Märchen Der singende Knochen der Brüder Grimm. Die Urfassung des dreiteiligen Werkes entstand zwischen 1878 und 1880 und wurde von Mahler einige Jahre nach der Entstehung als sein „Opus 1“ bezeichnet. Mahler überarbeitete das Werk in den Jahren 1893 und 1898, bevor er es am  17. Februar 1901 in Wien in einer zweiteiligen Fassung uraufführte. Die Aufführungsdauer des gesamten dreiteiligen Werkes beträgt etwa 70 Minuten.

## Entstehung und Uraufführung
Mahler hatte 1878 im Alter von 18 Jahren seine dreijährige Ausbildung am Konservatorium der Gesellschaft der Musikfreunde abgeschlossen und im selben Jahr auch die Reifeprüfung bestanden. Anschließend konzipierte er mehrere musikalische Werke, die er jedoch schon während der Arbeit verwarf. Im selben Jahr schrieb er die Dichtung zum Klagenden Lied. Mahler übernahm zwar den Titel und das Motiv der roten Blume von Bechstein, folgte aber in der weiteren Handlung den Brüdern Grimm. Ab 1879 begann er mit der Komposition, die am 1. November 1880 als Märchen in drei Abtheilungen abgeschlossen war. 1881 bewarb er sich mit dieser Komposition für den Beethoven-Preis der Gesellschaft der Musikfreunde in Wien, wurde aber bereits im Vorfeld von der Jury abgelehnt. Anschließend versuchte er, das Werk bei anderen Wettbewerben einzureichen, hatte aber ebenso wenig Erfolg.
Daraufhin überarbeitete Mahler im Jahre 1883 erstmals das Werk und reduzierte die gewaltigen Dimensionen. Bei dieser Entschlackung eliminierte er den 1. Teil, „Das Waldmärchen“, sowie das Fernorchester im 2. und 3. Teil. Er reduzierte die Zahl der Solisten von 11 auf 4, wobei auch die Knabenstimmen entfielen. Auch die Anzahl der Harfen wurde von 6 auf 2 reduziert. Erst 1898, als Mahler bereits Direktor der Wiener Hofoper war, fand Mahler einen Verleger. Vor der Drucklegung arbeitete Mahler das Werk erneut um, wobei er das Fernorchester im 3. Teil wieder hinein nahm.
Am 17. Februar 1901 konnte Mahler das Werk in dieser überarbeiteten zweiteiligen Fassung unter seiner Leitung und mit namhaften Solisten uraufführen. In der Kritik fand Das klagende Lied wenig positive Resonanz. Der Musikkritiker und Brahms-Biograph Max Kalbeck schrieb: „Interessant an dem Werk ist für den Musiker seine Technik. Wir zollen ihr mit Schaudern unsere Anerkennung.“

## Besetzung

### Urfassung
- Solisten: Sopran, Alt, Tenor, Bariton, Knabensopran, Knabenalt
- Orchester: 3 Flöten (+ 2 Piccoloflöten), 2 Oboen, Englischhorn, 3 Klarinetten, 3 Fagotte, 4 Hörner, 4 Trompeten, 3 Posaunen, 2 Basstuben, Pauken, Triangel, Becken, Tamtam, große Trommel, 6 Harfen, Streicher
- Fernorchester: 3 Flöten, 4 Klarinetten, 3 Fagotte, 4 Flügelhörner, 2 Pistons, Pauken, Triangel, Becken

### Revidierte zweiteilige Fassung von 1898
- Solisten: Sopran, Alt, Tenor (plus Knabenalt ad lib.)
- Orchester: 3 Flöten (+ 1 Piccolo), 3 Klarinetten, 3 Oboen (+ Englischhorn), 3 Fagotte, 4 Hörner, 4 Trompeten, 3 Posaunen, 1 Basstuba, Pauken, Triangel, Becken, Tamtam, große Trommel, 2 Harfen, Streicher
- Fernorchester: 3 Flöten, 2 Oboen, 4 Klarinetten, 4 Hörner, 2 Trompeten, Pauken, Triangel, Becken

## Inhalt

### 1. Waldmärchen
Das Gedicht von Mahler greift die Form der Ballade auf. Im Waldmärchen wird die Vorgeschichte erzählt. „Es war eine stolze Königin …“. Eine junge Königin weist jeden Freier ab und will nur denjenigen zum Gemahl nehmen, der im Wald eine bestimmte rote Blume findet. Von nun ab folgt der Text eher dem Grimmschen Märchen in der Fassung von 1819. Zwei Brüder, von denen der ältere gewalttätig, der jüngere aber sanftmütig ist,  brechen auf, um die Blume zu suchen. Nachdem der jüngere die Blume gefunden hat, steckt er sie an seinen Hut und legt sich zum Schlafen nieder. Der ältere Bruder durchbohrt den Schlafenden unter einem Weidenbaum mit seinem Schwert und nimmt die Blume an sich.

### 2. Der Spielmann
Als Überleitung wird das Motiv des Weidenbaums wieder aufgegriffen.
  „Beim Weidenbaum im kühlen Tann,

  da flattern die Eulen und Raben,

  da liegt ein blonder Rittersmann

  unter Blättern und Blüthen vergraben. …“
Der Refrain „O Leide, weh oh Leide!“ zieht sich von nun ab auch musikalisch als Leitmotiv durch das Werk.
Ein fahrender Spielmann, der an der Weide vorbeikommt, findet einen weißen Knochen und schnitzt daraus eine Flöte. In dem Moment, wo er die Knochenflöte an den Mund setzt, beginnt die Flöte zu singen:
  „Ach Spielmann, lieber Spielmann mein,

  das muss ich dir nun klagen

  Um ein schönfarbig Blümelein

  Hat mich mein Bruder erschlagen

  Im Walde bleicht mein junger Leib!

  Mein Bruder freit ein wonnig Weib!“
Jedes Mal, wenn der Spielmann die Flöte ansetzt, erklingt dasselbe schaurige Lied.

### 3. Hochzeitsstück
Auf seinen Reisen kommt der Spielmann zum königlichen Schloss, wo die junge Königin gerade mit dem Brudermörder Hochzeit feiert. Wieder ertönt das Lied des Knochens. Der König entreißt dem Spielmann die Flöte und setzt sie selbst an den Mund. In diesem Moment wandelt sich das Lied des singenden Knochens in eine Anklage gegen den König:
  „Ach Bruder, lieber Bruder mein …“
Die Königin sinkt ohnmächtig zu Boden, die Gäste fliehen, und das Schloss stürzt ein.

## Aufführungspraxis
Die Partitur der Urfassung blieb erhalten und vererbte sich über Mahlers Lieblingsschwester Justine an deren Sohn Alfred Rosé. Dieser leitete 1934 in Brünn die Uraufführung des 1. Teils. 1935 kombinierte er den ersten Teil mit der revidierten Fassung des 2. und 3. Teils, wodurch es zu einer Mischfassung kam. Den Rest der Urfassung hielt er zurück und publizierte sie nicht, sondern verkaufte die Partitur 1969 an den Sammler James M. Osburn, der sie wiederum der Yale University schenkte.
Das Werk liegt heute in drei Fassungen vor, wobei sich zunächst nur Mahlers revidierte zweiteilige Fassung von 1898 durchsetzte. 1970 spielte Pierre Boulez die Mischfassung unter Einbeziehung des Waldmärchens ein. Die Urfassung wurde 1997 in einer kritischen Gesamtausgabe von Reinhold Kubik publiziert und im selben Jahr unter Kent Nagano uraufgeführt. Die deutsche Erstaufführung der Urfassung fand am 28. November 1997 wiederum unter der Leitung von Kent Nagano in der Hamburger Laeiszhalle statt.

## Einordnung
Das klagende Lied steht zwar noch in der Tradition der musikalischen Spätromantik unter dem Einfluss von Wagner, zeigt aber auch in der Urfassung bereits den eigenständigen Personalstil Mahlers. Kennzeichnend ist die Verwendung von Leitmotiven. Mahler hatte, ähnlich wie vor ihm Mendelssohn bereits im Alter von 19 Jahren zu einer eigenen Tonsprache gefunden. Mahlers vorangegangene Jugendkompositionen sind größtenteils verloren.

## Ersteinspielungen
- Revidierte zweiteilige Fassung – Wiener Kammerchor, Orchester der Wiener Staatsoper unter Zoltan Fekete, Mercury 1952
- Mischfassung mit Einbeziehung des Waldmärchens – London Symphony Orchestra unter Pierre Boulez 1970.
- Urfassung – Hallé-Orchester, Chor und Solisten, Wiener Sängerknaben  unter Kent Nagano, 8.–12. Oktober 1997, Elatus / Erato 1998